# Seututie 711
Pour les articles homonymes, voir Route 711.
La route régionale 711 (finnois : Seututie 711) est une route régionale allant de Ruona à Kuortane jusqu'à Kivipuro à Lappajärvi en Finlande,,.

## Présentation
La seututie 711 est une route régionale d'Ostrobotnie du Sud.

## Parcours
- Kuortane
  - Ruona
  - Heroja
- Alajärvi
  - Kurejoki
  - Koivukoski
- Lappajärvi
  - Karvala
  - Söyrinki
  - Kivipuro